# 2008年中國產冷凍餃子中毒事件
2008年中國製冷凍餃子中毒事件，又稱毒餃子事件，是2008年發生在日本的进口冷凍餃子集體中毒事件。

## 起因
日本警方查出中國製冷凍手工水餃內含殺蟲劑「甲胺磷」成份，有毒水餃由中國河北省的天洋食品製造，日本水餃進口商JT食品公司於2008年1月30日下午召開記者會，回收23種中國製商品，日本警方也以殺人未遂罪嫌展開搜查。

## 後續調查
模仿千面人下毒？
日本方面未有人出面恐嚇勒索，故排除這種可能性。
食材原料品管不慎？
查無實證。天洋食品稱，其使用的食材每100箱留一袋備供查驗。
疑似內部員工下毒？
日本《朝日新聞》2008年8月31日報導，大陸公安當局針對冷凍水餃造成日本民眾中毒事件，改變曾否認在國內遭混毒可能性的說法，而朝向工廠內部犯案的方向調查，正集中傳訊曾在工廠工作的臨時工。
包裝袋上有小孔。
日本警方发现包装袋上有可疑小孔，懷疑有在流通过程中故意注入农药的可能性。
中方要求勘查現場遭拒。
中日两国警方分别作出“甲胺磷投放发生在本国境内的可能性极小”的结论。2008年2月20日，中華人民共和國公安部派出工作组赴日本，与日本警方交流並提出的查看现场，遭日方拒絕，並拒絕提供物证提取、检验的全面情况。
日本德岛飯店称該店饺子中毒事件与中国无关，但否認與“毒餃子”事件關係
日本《共同网》14日晚间报道称，有关日本德岛县从中国产水饺包装袋外侧检出极微量杀虫剂「DDT」一事，该县官员表示“已基本确定源头为店内使用的杀虫剂”，认为这与近日一系列的“毒饺子”事件并无关联。

## 結論
2010年3月26日，中国警方宣布侦破此案，案件系生产厂天洋食品的临时工吕月庭报复投毒，吕月庭已经被逮捕。

## 审判投毒者
2014年1月20日上午9时，吕月庭投毒案在河北省石家庄市中级人民法院开庭审理，法庭经审作出如下判决：以投放危险物质罪判处被告人吕月庭无期徒刑，剥夺政治权利终身。日本驻华使馆官员、媒体记者及各界群众50余人旁听了宣判。
据悉，被告人吕月庭于1993年到河北省食品进出口（集团）天洋食品厂工作，至2007年一直为临时工。为早日转为合同工，提高工资、福利待遇，吕月庭决定用注射器向冷库中的速冻饺子注射甲胺磷，试图制造事端，引起厂方重视，借机提出要求。2007年7、8月间，吕月庭利用工作之便进入冷库，用一只5ml注射器向速冻饺子等产品中注射甲胺磷未遂；同年10月至12月间，吕月庭使用一支20ml注射器，先后三次进入冷库向多箱速冻饺子内注射甲胺磷。作案后，吕月庭将注射器抛弃于天洋食品厂同一收水井中。

## 外部連結
- 【每周质量报告】饺子中毒事件调查（2008年3月1日）